# EuroPort Business School
EuroPort Business School (EPBS) is een opleidingsinstituut dat onderwijs aanbood op twee niveaus: mbo en hbo. Het hoofdkantoor is gevestigd aan de Schaatsbaan in Rotterdam. Daarnaast had EPBS nog een vestiging gehad in Amsterdam-Zuidoost.
EuroPort Business School is ontstaan vanuit Hogeschool Brouwer, welke in 1993 de status van hogeschool toegewezen kreeg. Na het overlijden van de eigenaren is Hogeschool Brouwer verkocht aan Hogeschool Markus Verbeek. De toenmalige directieleden hebben in juli 2005 deze school overgenomen en de naam in de huidige gewijzigd.
In mei 2006 is EuroPort Business School door het Ministerie van Economische zaken erkend als kennisinstituut voor het midden- en kleinbedrijf. Daarnaast waren IBMS en Bedrijfskunde door de Nederlands-Vlaamse Accreditatieorganisatie geaccrediteerde HBO-opleidingen. In april 2016 werd deze accreditatie na zeer kritische rapporten van de onderwijsinspectie, wegens misleiding van studenten en het aannemen van studenten zonder de vereiste vooropleiding, en van de NVAO, over de kwaliteit, ingetrokken door minister Bussemaker, dit was de eerste (en enige) keer dat zo'n accreditatie in Nederland verviel. De schoolleiding heeft in 2015 tijdens het onderzoek van de NVAO gesprekken laten afluisteren, twee directieleden zijn hiervoor door de rechter veroordeeld. In oktober 2016 werd de accreditatie definitief ingetrokken.

## Opleidingen
De mbo-opleidingen duurden 2 jaar. De hbo-opleidingen duurden 4 jaar, met een mogelijkheid tot een versneld 3-jarig traject.